# 職業及環境醫學期刊
《職業及環境醫學期刊》（Journal of Occupational and Environmental Medicine）是一份1959年起發行的學術期刊該期刊每月出版一次，內容包括環境健康和職業治療。目前，期刊的主編是伊利諾大學芝加哥分校的Paul W. Brandt-Rauf。據2012年發佈的期刊引證報告指，《職業及環境醫學期刊》的影響因子是1.845，在158份「公眾、環境與職業健康」期刊中排名第66位。

## 資料來源
1. ↑  .   [2014-05-04]. （原始内容存档于2014-05-08）.

## 外部連結
- 官方网站